# Йохан VI (Салм-Даун-Кирбург)
Йохан VI фон Залм-Даун-Кирбург (на немски: John VI von Salm-Dhaun-Kyrburg; * пр. 1470; † 24 декември 1499) е граф на Залм, вилд- и рейнграф в Залм-Даун-Кирбург.

## Произход
Той е син на вилд- и рейнграф Йохан V фон Залм-Даун-Кирбург (1436 – 1495) и съпругата му Йоханета фон Залм († 1496), дъщеря на граф Симон III фон Залм († 1459). Брат му Фридрих († 1492) е капитулар в Кьолн, Майнц и Страсбург. Сестра му Йоханета († сл. 1511) е омъжена за бургграф Якоб фон Рейнек († 1500/1501) и 1501 г. за Филип Байсел фон Гимних († сл. 1516).

## Фамилия
Йохан VI се жени на 17 ноември 1478 г. за графиня Йохана фон Мьорс-Сарверден († 1513), дъщеря на граф Николаус фон Мьорс-Сарверден († 1495) и Барбара фон Финстинген († 1492/1494). Те имат децата:
- Анна († 1541), омъжена на 18 ноември 1501 г. за Райнхард фон Цвайбрюкен-Бич-Лихтенберг († 1532), син на граф Симон Векер VII фон Цвайбрюкен-Бич († 1499)
- Йохана, омъжена на 4 август 1506 г. за фрайхер Йохан фон Мьорзберг-Бофорт († 1528)
- Фридрих фон Даун († сл. 1490), каноник в Майнц и Кьолн
- Барбара († сл. 1492), монахиня в Мариенберг близо до Бопард
- Якоб († 1533), каноник в Трир, Страсбург и Кьолн
- Филип (1492 – 1521), граф на Залм, вилд- и рейнграф в Залм-Даун, женен на 31 май 1514 г. за графиня Антоанета дьо Ньофшател († 1544)
- Йохан VII (1493 – 1531), вилд- и рейнграф в Кирбург, граф на Залм, женен на 9 януари 1515 г. за графиня Анна фон Изенбург-Бюдинген-Келстербах (1498 – 1557)